# نبور (یمن)
 نبور  به عربی ( النَبُور  )، روستایی است در عزلهٔ (یسیل)، در ناحیهٔ (مذاب بلاد الجوف)، از توابع استان اِب در کشور یمن در شبه جزیره عربستان. 
جمعیت آن ۳۸۹ نفر (۱۳ خانوار) می‌باشد.